# 雲朗觀光集團
LDC雲朗觀光集團（LDC Hotels & Resorts），是台灣連鎖飯店集團。
LDC雲朗觀光集團由辜懷如及張安平於2009年更名創立。在台灣擁有一系列飯店包括「君品酒店」、「雲品溫泉酒店」、「翰品酒店」、「兆品酒店」、「品文旅」，及婚宴會館、餐飲品牌「君品Collection」、「頤璽」、「頤品大飯店」與「品中信」。在義大利擁有多家飯店及莊園，包含「羅馬大飯店（羅馬）」、「雲水之都（威尼斯）」、「蓉莊（佛羅倫斯）」、「嵐莊（溫布里亞）」、「聖莊（皮埃蒙特）」。它曾獲中華民國勞動部「2016國家人才發展獎」和TripAdvisor「2018 TripAdvisor旅行者之選」13個獎項。旗下君品酒店的頤宮在2018、2019、2020、2021、2022、2023、2024、2025年連續8年稱霸《米其林指南》中三星，共摘下24顆星。

## 飯店據點

### 臺灣
- 君品酒店：台北市大同區承德路一段3號（京站大樓）
- 雲品溫泉酒店（日月潭）：南投縣魚池鄉中正路23號
- 翰品酒店（新莊）：新北市新莊區中正路82號（2024年10月因租約到期歇業）
- 翰品酒店（桃園）：位於桃園市桃園區民生路，前身為中信大飯店桃園，於2012年更名為翰品酒店，因集團發展因素，只營業至2022年4月30日，產權出售給盛弘醫藥[7]。
- 翰品酒店（高雄）：高雄市鹽埕區大仁路43號
- 翰品酒店（花蓮）：花蓮縣花蓮市永興路2號：因2024年4月花蓮地震之故，宣布拆除重建[8]。
- 頤品飯店（高雄）：高雄市前鎮區中華五路789號8樓，因應營運策略調整，與品中信茶樓營運到2024年3月31日止。[9]
- 兆品酒店（台中）：台中市北屯區后庄路306號，因與飯店合約到期，改名為台中仲信金鬱金香酒店
- 兆品酒店（嘉義）：嘉義市西區文化路257號
- 品文旅（礁溪）：宜蘭縣礁溪鄉健康二街21巷2號

### 海外
- 義大利羅馬：羅馬大飯店 A.Roma Lifestyle Hotel
- 義大利威尼斯：雲水之都 Palazzo Venart Luxury Hotel
  - 飯店內設有米其林二星餐廳「Glam」[10]。
- 義大利威尼斯：雲水雅苑 Empress Theodora Apartment
- 義大利佩南戈：聖莊 皮埃蒙特 Relais Sant'Uffizio Hotel
  - 飯店內設有米其林二星餐廳「Locanda Sant'Uffizio」[11]。
- 義大利帕尼卡萊：嵐莊 溫布里亞 Villa Monte Solare
- 義大利佛羅倫斯：蓉莊 佛羅倫斯 Villa Ortaglia
- 義大利佛羅倫斯：翡冷翠百花宮 Palazzo Portinari Salviati
  - 飯店內設有米其林一星餐廳「ATTO di Vito Mollica」[12]。
- 中国杭州：雲品杭州（尚未開幕），位於台泥杭州公亮大樓。

## 外部連結
- LDC雲朗觀光集團 （页面存档备份，存于）
- 雲品國際酒店股份有限公司 （页面存档备份，存于）（FDC International Hotels Corporation）
- 台北君品大酒店  臺灣旅宿網 （页面存档备份，存于）
- 雲品溫泉酒店日月潭  臺灣旅宿網 （页面存档备份，存于）
- 花蓮翰品酒店   臺灣旅宿網 （页面存档备份，存于）
- 翰品酒店 新莊  臺灣旅宿網 （页面存档备份，存于）
- 翰品酒店 桃園  臺灣旅宿網 （页面存档备份，存于）
- 翰品酒店 高雄  臺灣旅宿網 （页面存档备份，存于）
- 台中兆品酒店(品臻樓)  臺灣旅宿網 （页面存档备份，存于）
- 兆品酒店(兆尹樓)  臺灣旅宿網 （页面存档备份，存于）
- 兆品酒店 嘉義  臺灣旅宿網 （页面存档备份，存于）
- 兆品酒店 礁溪  臺灣旅宿網 （页面存档备份，存于）
- 品文旅一館 礁溪  臺灣旅宿網
- 品文旅二館 礁溪  臺灣旅宿網